# Обиццо III д’Эсте

Владения д’Эсте (Феррара и Модена) на карте Средней Италии

Обиццо III д’Эсте (итал. Obizzo III d'Este; 14 июля 1294 — 20 марта 1352) — итальянский кондотьер XIV века, маркиз Феррары с 1326 года.
Сын Альдобрандино II д’Эсте, брата Аццо VIII, и Альды Рангони. Его сестра Элиза, умершая в 1329 году, была женой сеньора Мантуи Пассерино Бонакользи, побежденного и убитого представителями рода Гонзага.
В 1317 году после изгнания папских войск Обиццо III вступил во владение Феррарой вместе с братьями Ринальдо II (? — 1335) и Николо I (? — 1344), и двоюродными братьями Аццо IX (ум. 24 июня 1318) и Бертольдо (ум. 1343) — сыновьями Франческо д’Эсте. После их смерти стал единоличным правителем города. В результате военных действий завоевал Модену (1336) и Парму (1344—1346).
В 1339 году поддержал Аццоне Висконти против Лодризио Висконти, пытавшегося захватить Милан. Его войска вместе с миланским ополчением одержали победу в битве при Парабьяго 21 февраля 1339 года.
После смерти Обиццо III ему наследовал сын Альдобрандино III.

## Семья
Обиццо III был женат дважды:
- с 1317 года на Елизавете фон Саксен-Виттенберг, дочери Альбрехта II, которая умерла в 1341;
- с 1347 года на Липпе Ариосто, дочери Джакомо Ариосто, умершей в том же году.

Дети:
- Беатриса (1332—1387), с 1365 года жена Вальдемара I князя Анхальт-Цербст (ум. 1367),
- Альда (1333—1381), с 1356 года жена Луиджи II Гонзага, маркиза Мантуи (1334—1382),
- Ринальдо II (1334—1348),
- Альдобрандино III д'Эсте (1335—1361), маркиз Феррары и Модены с 1352,
- Никколо II д'Эсте (1338—1388), маркиз Феррары и Модены с 1361 года. С 1362 года женат на Виридис делла Скала, дочери Мастино II делла Скала,
- Констанца (1343—1392), с 1362 года замужем за Унгаро Малатеста (1327—1372),
- Уго (1344—1370), с 1363 года женат на Констанции Малатеста, дочери Малатеста Малатеста,
- Альберто I д’Эсте (1347—1393), с 1388 года маркиз Феррары и Модены.